# Stadtbus Crailsheim
Sie StadtBus Crailsheim GbR (SBC) ist der Betreiber des Stadtbusverkehrs in Crailsheim.
Gegründet wurde die StadtBus Crailsheim GbR im Jahre 2005 als Tochterunternehmen von Röhler Touristik GmbH.
Heute betreibt das Unternehmen 6 Buslinien und ist in den Tarif vom KreisVerkehr Schwäbisch Hall integriert.

## Linien
| Linie | Verlauf |
| ----- | --- |
| 52    | Gröningen – Satteldorf – CR/Schulzentrum – Stadtmitte – ZOB/Bahnhof – Altenmünster – IG Flügelau – Hirtenwiesen/LMG – (Roter Buck)                                       |
| 52    | Hirtenwiesen/LMG – IG Flügelau – Altenmünster – ZOB/Bahnhof – Stadtmitte – Schulzentrum – Hallenbad – Satteldorf – Gröningen                                             |
| 53    | Ingersheim – Kreuzberg – Stadtmitte – ZOB/Bahnhof – Sauerbrunnen – Roter Buck – Hirtenwiesen/LMG (Montag bis Samstag)                                                    |
| 53    | Ingersheim – Kreuzberg – Stadtmitte – ZOB/Bahnhof – Altenmünster – IG Flügelau – Hirtenwiesen – Roter Buck (Sonn- und Feiertag)                                          |
| 53    | Hirtenwiesen/LMG – Roter Buck – Sauerbrunnen – ZOB/Bahnhof – Stadtmitte – Kreuzberg – Ingersheim (Montag bis Samstag)                                                    |
| 53    | (Altenmünster) – Hirtenwiesen – Roter Buck – Sauerbrunnen – ZOB/Bahnhof – Stadtmitte – Kreuzberg – Ingersheim (Sonn- und Feiertag)                                       |
| 53N   | Ingersheim – Kreuzberg – Stadtmitte – Altenmünster – Hirtenwiesen – Roter Buck – Sauerbrunnen – Stadtmitte – Kreuzberg – Ingersheim (SBC Nightliner/Freitag und Samstag) |
| 54    | Ingersheim – Klinikum – Stadtmitte – ZOB/Bahnhof – Fliegerhorst – Ludwig-Erhard-Str. – IG Hardt – Hirtenwiesen                                                           |
| 54    | Hirtenwiesen – IG Hardt – Ludwig-Erhard-Str. – Fliegerhorst – ZOB/Bahnhof – Stadtmitte – Klinikum – Ingersheim                                                           |